# Stanley Cole
Stanley „Stan“ Clark Cole (* 12. Oktober 1945 in Dover, Delaware; † 26. Juli 2018 in Encinitas, Kalifornien) war ein Wasserballspieler aus den Vereinigten Staaten. Er gewann 1972 die olympische Bronzemedaille. 1967 siegte er mit dem Team der Vereinigten Staaten bei den Panamerikanischen Spielen.

## Karriere
Cole belegte mit dem US-Team in der Vorrunde des Olympischen Wasserballturniers 1964 in Tokio den dritten Platz und schied damit aus, da nur die ersten beiden Teams der vier Vorrundengruppen in die Zwischenrunde kamen. Cole erzielte in den drei Spielen zwei Tore. Bei den Panamerikanischen Spielen 1967 in Winnipeg siegte die Mannschaft aus den Vereinigten Staaten im entscheidenden Spiel mit 4:3 gegen die Brasilianer und gewann den Titel. Im Jahr darauf bei den Olympischen Spielen 1968 in Mexiko-Stadt belegte das Team aus den Vereinigten Staaten in der Vorrunde den dritten Platz in der einen von zwei Vorrundengruppen. In der Platzierungsrunde erreichte die Mannschaft den fünften Platz. Cole warf während des Turniers drei Tore. Vier Jahre später beim olympischen Wasserballturnier 1972 in München gewann das US-Team seine Vorrundengruppe vor den Jugoslawen. In der Finalrunde sicherte sich die Mannschaft aus der Sowjetunion die Goldmedaille vor den Ungarn, dahinter gewannen die Amerikaner die Bronzemedaille. Cole erzielte im Turnierverlauf sechs Treffer.
Stanley Cole besuchte zunächst die Whittier High School und dann die UCLA, wo er 1967 graduierte. Im Verein spielte er beim Phillips 66 Water Polo Club in Long Beach. Während seines Studiums trat Cole dem Reserve Officer Training Corps bei, nach seiner Graduierung wurde er Leutnant der US Navy. 1970 war er an Bord der Iwo Jima, als dieses Boot die Besatzung von Apollo 13 nach deren Notwasserung bei Samoa aufnahm. Cole verließ die Navy zur Vorbereitung auf die Olympischen Spiele 1972.
Cole war insgesamt 45 Jahre in der Bauindustrie tätig. Er begann in der Firma seines Schwiegervaters, stieg dann in anderen Firmen bis in den Vorstand auf, bevor er schließlich seine eigene Firma Cole Development gründete.